# Rapuluodot
Rapuluodot är en ö i Finland. Den ligger i sjön Längelmävesi och i kommunen Orivesi i den ekonomiska regionen Tammerfors och landskapet Birkaland, i den södra delen av landet, 160 km norr om huvudstaden Helsingfors. Öns största längd är 40 meter i sydöst-nordvästlig riktning.